# Festa Major de Nou Barris
La Festa Major de Nou Barris se celebra la segona quinzena de maig al barri de Nou Barris, al districte de Nou Barris de Barcelona. Cada any el districte municipal, gràcies a la col·laboració d'associacions de veïns, entitats i comerciants, organitza la festa major, amb activitats molt variades per a grans i petits que reflecteixen la diversitat cultural de Nou Barris. Hi trobem castellers, havaneres, cercaviles, concerts, balls, grans àpats, teatre, competicions i un bon nombre d'activitats infantils, entre més.

## Actes destacats
- Trobada de gegants. La imatgeria festiva popular també té presència a la festa major. La parella de gegants del districte, en Baró i la Trini, són els amfitrions de la trobada gegantera. Hi assisteixen figures vingudes d'arreu de la ciutat i de fora, que fan una cercavila pels carrers principals de Nou Barris i un ball final.[1]
- Castellers. Els castellers fan una exhibició el diumenge de la festa a la plaça Major de Nou Barris, amb colles convidades de la ciutat i de comarques veïnes.[1]
- Correfoc. El dissabte al vespre el barri s'encén amb la presència de diables –petits i grans– i bèsties de foc, que fan un itinerari pel cor del districte, des de la plaça Major fins al parc Central.[1]
- Cantada d'havaneres. Cada any la Societat Coral l'Ideal d'en Clavé s'encarrega d'organitzar una cantada d'havaneres, acompanyada de la degustació de rom cremat per al públic.[1]
- Sardanes. La plaça Major de Nou barris és escenari de l'audició i el ball de sardanes que es fa del dissabte de festa major al matí.[1]